# Kolhumadulu
Kolhumadulu, mit der Thaana-Kurzbezeichnung ތ (Thaa), ist ein Verwaltungsatoll (Distrikt) im Süden der westlichen Atollkette der Malediven.
Es umfasst das Gebiet des gesamten Kolhumadulu-Atolls, das 13 dauerhaft bewohnte Inseln hat. Insgesamt hat der Distrikt 62 Inseln und 2006 etwa 8450 Einwohner.
Der Verwaltungshauptort Veymandoo liegt auf der gleichnamigen Insel im Süden des Atolls.